# Карягдиев, Мавлян
Мавлян Карягдиев — советский хозяйственный и политический деятель.

## Биография
Родился в 1923 году в кишлаке Сурх. Член КПСС.
С 1939 года — табельщик колхоза.
Участник Великой Отечественной войны в составе 146-й стрелковой дивизии, замполит батальона
В 1946—1951 гг. — инструктор Джиликульского райкома КП(б) Таджикистана.
В 1951—1986 гг. — тридцатитысячник, председатель колхоза «Шуро», председатель колхоза «Москва», директор совхоза «Москва» Джиликульского района Курган-Тюбинской области Таджикской ССР.
Избирался депутатом Верховного Совета Таджикской ССР 5-11-го созывов.
Умер в 1986 году в совхозе Москва.

## Награды
- Орден Ленина (трижды)
- Орден Октябрьской Революции
- Орден Отечественной войны I степени
- Орден Трудового Красного Знамени
- Орден Знак Почёта
- Орден Славы III степени